# Michel Chasles
Michel Chasles (Épernon 15 november 1793 — Parijs, 18 december 1880) was een Franse meetkundige. De Stelling van Chasles-Möbius is mede naar hem genoemd.
Michel Chasles werd geboren in Épernon en studeerde aan de École Polytechnique in Parijs. Zijn leraar was Poisson. In de zesde coalitieoorlog werd hij als dienstplichtige opgeroepen om mee te vechten bij de verdediging van Parijs in 1814. Na deze oorlog besloot hij zich aan wiskundige studies te wijden. 
In 1837 publiceerde hij zijn historische werk over oorsprong en ontwikkeling van de methode in de meetkunde, een studie over de theorie van poolverwantschap in de projectieve meetkunde. Dit werk maakte hem bekend en gerespecteerd. Mede daardoor werd hij in 1841 tot professor aan de École Polytechnique en in 1846 aan de Sorbonne werd benoemd.
In 1865 kreeg hij de Copley Medal. Hij is een van de 72 Fransen wier namen in reliëf op de Eiffeltoren zijn aangebracht.

## Anekdote
Michel Chasles is weliswaar onsterfelijk beroemd geworden, maar ook ongelooflijk naïef gebleken. Marie-Laure Prévost in Vrain Lucas, le Balzac du faux, Marc Bloch in Apologie pour l'histoire en Michael Farquhar in A Treasury of Deception beschrijven hoe Chasles tussen 1861 en 1869 een aantal exemplaren kocht van de 27.000 valse handgeschreven brieven van de Franse vervalser Vrain-Denis Lucas. De naïviteit van Chasles moet enorm geweest zijn: tussen de brieven zaten juweeltjes van Alexander de Grote aan Aristoteles, van Cleopatra aan Marcus Antonius, en van Maria Magdalena aan de verrezen Lazarus. Al deze Bijbelse en historische figuren schreven bovendien Oud-Frans. 